# Silvia Luna Rodríguez
Silvia Luna Rodríguez (3 de noviembre de 1956) es una maestra y política mexicana, miembro del Partido Nueva Alianza. Fue diputada federal y coordinadora de la fracción parlamentaria de su partido de 2006 a 2009.
Es maestra normalista. Cuenta con dos maestrías, una en "Ciencias y Técnicas de la Educación" y la otra en "Educación" con Especialidad en "Organización y Administración de la Educación Superior". Es miembro del Sindicato Nacional de Trabajadores de la Educación; fue Secretaria General de la Sección 1 del SNTE en el estado de Aguascalientes.
Elegida diputada federal plurinominal por el Partido Nueva Alianza a la LX Legislatura de 2006 a 2009, es presidenta de la Comisión de Ciencia y Tecnología e integrante de la de Régimen, Reglamentos y Prácticas Parlamentarias. El 18 de abril de 2008 fue nombrada Coordinadora Parlamentaria de la fracción del PANAL en la Cámara de Diputados en sustitución de Miguel Ángel Jiménez Godínez.